# Dienes Pál
Dienes Pál, Dienes Pál Sándor (Tokaj, 1882. november 24. – Tumbridge, Wales, 1952. március 23.) matematikus, filozófus, egyetemi tanár, eszperantista. Dienes Zoltán apja.

## Életpályája
Tokajon született református nemesi családban. Apja Dienes Barna (1852–1923), az Alsó-szabolcsi Tiszai Ármentesítő Társulat igazgatója, jogász, anyja, Pusztay Ilona (1860–1934) volt. Az apai nagyszülei Dienes László, a gróf Károlyi család birtokainak jószágigazgatója, és Osváth Klára voltak. Az anyai nagyszülei Pusztay Lajos (1806–1876), ügyvéd, Debrecen városi képviselő, 40 évig Semsey Albertnek az uradalmi igazgatója, és Platoni Katalin (1827–1895) voltak.
A debreceni református kollégiumban végzett. Ezután a budapesti Tudományegyetemen matematika-fizika szakos hallgató lett és 1904-ben tanári oklevelet szerzett. 1905. november 15-én Budapesten, a Ferencvárosban házasságot kötött Geiger Valéria Annával, akitől 1922-ben elvált. A pesti diákévek alatt kiment Párizsba, s a Sorbonne-on a College de France-ban kutatott. 1909-ben megvédte a "Sorbonne Doktora" címét Párizsban. A cím megvédése után a pesti tudományegyetemen magántanárrá habilitálták. Közeli kapcsolatot tartott a kor haladó szellemű mozgalmaival, a polgári radikálisokkal és a szociáldemokratákkal. Aktív tagja volt a Galilei Körnek, előadásokat tartott az egyetemi hallgatóknak, részt vett a Társadalomtudományi Társaság munkájában. 1918. október 31-én, a győztes “őszirózsás” forradalom napján Babitscsal együtt a köztársaság mellett agitált a körúti kávéházakban. A Tanácsköztársaság győzelme után a budapesti egyetem élére kinevezett bizottság vezetője lett, és a Marx-Engels Munkásegyetem megszervezésében is részt vállalt.
1921-ben a walesi Aberystwyth Egyetemen, majd 1923-ban a Swansea Egyetemen tartott előadásokat. 1929-ben a Birkbeck, University of Londonon lett egyetemi oktató majd 1945-től professzor. Leginkább a Taylor-sorokkal foglalkozott. Számos könyve jelent meg, néhány kötete már csak posztumusz. Londonban helyezték örök nyugalomra.

## Művei
- Valóság és matematika : betekintés a mennyiségtan fogalomrendszerébe, Budapest, 1914